# Учнівський (зупинний пункт, Південна залізниця)
Учні́вський — пасажирський залізничний зупинний пункт Куп'янської дирекції Південної залізниці.
Розташований між селами Кривошиївка та Куземівка, Сватівський район, Луганської області на лінії Куп'янськ-Вузловий — Красноріченська між станціями Сватове (19 км) та Куземівка (3 км).
Не зважаючи на військову агресію Росії на сході Україні, транспортне сполучення не припинене, щодоби дві пари приміських поїздів здійснюють перевезення за маршрутом Сватове — Куп'янськ-Вузловий.